# Тропарь Пасхи
Тропа́рь Па́схи, Пасха́льный тропа́рь, сокр. «Христос воскресе из мертвых…» — главное торжественное песнопение праздника Пасхи Восточных (Православных) Церквей (например, Русской православной церкви) и тех Восточных Католических Церквей, которые используют византийский обряд.
Христо́с воскре́се из ме́ртвых, сме́ртию смерть попра́в, и су́щим во гробе́х Живо́т дарова́в!
Тропарь Пасхи самый короткий, и несмотря на то, что в нём четыре раза упоминается о смерти, он представляется самым радостным. Как и большинство тропарей, пасхальный тропарь является кратким изречением, раскрывающим всю суть праздника. Автор тропаря Пасхи неизвестен.

## Использование
Подобно тропарям Господских праздников (в отличие от тропарей других праздников) тропарь Пасхи может часто повторяться в качестве припева к стихам псалма, а также использоваться отдельно (чаще всего троекратно). Согласно Триоди цветной, он поётся «во глас 5-й», но в наше время к нему подобрано уже́ необозримое количество музыкальных мелодий.
Впервые тропарь исполняется с началом пасхальной утрени в конце полуночногокрестного хода перед закрытыми входными вратами храма, когда духовенство и верующие по очереди поют этот тропарь, который потом используется в качестве припева к отдельным стихам из псалмов 67 и 117 (по нумерации Септуагинты):
- Архиерей или священник, в полном облачении с кадилом и трехсвечником возглашает: Сла́ва Святе́й, и Единосу́щней, и Животворя́щей, и Неразде́льней Тро́ице всегда́, ны́не и при́сно, и во ве́ки веко́в!
- Все молящиеся отвечают: Ами́нь!
- Присутствующее здесь духовенство троекратно поёт тропарь Пасхи: Христо́с воскре́се из ме́ртвых, сме́ртию смерть попра́в, и су́щим во гробе́х Живо́т дарова́в!
- За клириками также троекратно этот тропарь повторяет хор.
- Затем духовенство поёт первый стих: Да воскре́снет Бог, и расточа́тся врази́ Его́!(Пс. 67:2) — в Триоди Цветной указана более полная версия этого стиха: «Да воскре́снет Бог, и расточа́тся врази́ Его́, и да бежа́т от лица́ Его́ ненави́дящии Его́!»
- Хор единожды поёт тропарь Пасхи.
- Духовенство поёт второй стих: Я́ко исчеза́ет ды́м, да исче́знут!(Пс. 67:3) — в Триоди: «Я́ко исчеза́ет дым, да исче́знут, я́ко та́ет во́ск от лица́ огня́!»
- Хор единожды поёт тропарь Пасхи.
- Духовенство поёт третий стих: Та́ко да поги́бнут гре́шницы от лица́ Бо́жия, / а пра́ведницы да возвеселя́тся!(Пс. 67:3—4)
- Хор единожды поёт тропарь Пасхи.
- Духовенство поёт четвёртый стих: Сей день, его́же сотвори́ Госпо́дь, возра́дуемся и возвесели́мся в онь!Та́ко да поги́бнут гре́шницы от лица́ Бо́жия, / а пра́ведницы да возвеселя́тся!(Пс. 117:24)
- Хор единожды поёт тропарь Пасхи.
- Духовенство поёт первую половину краткого славословия: Сла́ва Отцу́ и Сы́ну и Свято́му Ду́ху!
- Хор единожды поёт тропарь Пасхи.
- Духовенство поёт последнюю половину краткого славословия: И ны́не и при́сно и во ве́ки веко́в. Ами́нь!
- Хор единожды поёт тропарь Пасхи.
- Предстоятель трижды восклицает пасхальное приветствие: Христо́с воскре́се!
- Молящиеся после каждого раза ответствуют: Вои́стину воскре́се!
- Духовенство поёт первую половину тропаря Пасхи: Христо́с воскре́се из ме́ртвых, сме́ртию смерть попра́в!
- Хор допевает: И су́щим во гробе́х живо́т дарова́в!

Это (стандартное) пасхальное начало регулярно повторяется в течение всей Светлой седмицы (недели) в начале каждой утрени, вечерни, Литургии, молебна, крещения, отпевания, освящения (чего-либо).

В Пасхальном каноне утрени перед каждым тропарём хор повторяет первые слова тропаря Пасхи: 
Христо́с воскре́се из ме́ртвых!

После каждой песни пасхального канона тропарь Пасхи поётся поскору трижды. В конце стихир Пасхи тропарь Пасхи повторяется 4 раза. Начальная фраза отпуста на Пасху полностью состоит из слов тропаря Пасхи: 
Христо́с Воскресы́й из ме́ртвых, сме́ртию смерть попра́вый, и су́щим во гробе́х живо́т дарова́вый, И́стинный Бог наш, моли́твами Пречи́стыя Своея́ Ма́тере, и всех святы́х, поми́лует и спасе́т нас, я́ко Благ и Человеколю́бец.
После отпуста тропарь Пасхи поётся поскору трижды. В начале и в конце всех Пасхальных часов поётся трижды. На 3-м праздничном антифоне Божественной Литургии (с теми же избранными стихами Псалмов) и на малом входе он снова повторяется по одному разу. Затем многократно поётся во время Причащения, и после него, а после отпуста Литургии — трижды и поскору. После Благодарственных молитв по Святом Причащении — трижды. 
После Фоминой недели (следующее воскресенье после Пасхи) в течение 39-дневного пасхального попразднства до отдания Пасхи, Пасхальный тропарь, либо поётся, либо читается, три раза вместо обычного «Царю Небесный…» в начале всех общественных служб и частных треб, а также перед учебными занятиями в православных учебных заведениях, вместо «Отче наш…» — перед приёмом пищи, вместо «Прииди́те, поклони́мся…» — в начале каждой вечерни и в начале каждого последования часа. В конце Литургии: вместо «Ви́дехом Све́т И́стинный…» — 1 раз, а после возгласа священника: «Сла́ва Тебе́ Христе́ Бо́же, упова́ние на́ше сла́ва Тебе́!» — 3 раза, после отпуста — поскору трижды, после Благодарственных молитв — трижды. В этот период тропарь Пасхи поётся и на акафистах Воскресению Христову после 12-ти кондаков и 12-ти икосов.

## На разных языках
| Язык                                                                   | Перевод | Транслитерация |
| ---------------------------------------------------------------------- | --- | --- |
| Албанский                                                              | Krishti u Ngjall së vdekurësh, me vdekje vdekjen shkeli dhe të varrosurve, jetën u fali! | |
| Английский                                                             | Christ is risen from the dead, by death he trampled death, and to those in the tombs He granted Life! | |
| Арабский                                                               | اَلْمَسِيحُ قَامَ مِنْ بَيْنِ ٱلْأَمْواتِ وَوَطِئَ ٱلْمَوْتَ بِٱلْمَوْتُ وَوَهَبَ ٱلْحَيَاةَ لِلَّذِينَ فِي ٱلْقُبُورِ | Al-Masīḥu qāma min bayni l-ʾamwāti wa-waṭiʾa l-mawta bi-l-mawtu wa-wahaba l-hayāta lillaḏīna fī l-qubūri |
| Баскский                                                               | Piztu da Kristo hiletarik, Hilez garbaitu du herioa, piztuz ateratzen gaitzu gure hobietarik! | |
| Белорусский (Кириллица)                                                | Хрыстос уваскрос зь мёртвых, Сьмерцю сьмерць зваяваў І тым, што ў магілах Жыцьцё дараваў! | Khrystos uvaskros z' myortvykh, S’myertsyu s’myerts' zvayavaw I tym, shto w mahilakh Zhyts’tsyo daravaw! |
| Болгарский                                                             | Христос възкръсна от мъртвите, като със смърт смъртта потъпка и на тия, които са в гробовете, дарува Живот! | |
| Венгерский                                                             | Feltámadt Krisztus halottaiból, legyőzte halállal a halált, és a sírban lévőknek Életet ajándékozott! | |
| Восточноармянский                                                      | K’ristos haryav i mereloc’. Mahvamb zmah koxeac’ yev merelyac’ kyank pargevec’av! | |
| Вьетнамский                                                            | Chúa Ki-tô từ cõi chết sống lại, đã chết để chiến thắng tử thần, và ban sự sống cho kẻ đã chết. | |
| Гавайский                                                              | Ua ala a’e nei 'o Kristo mai ka moe lepo, e hehi ʻana i ka make ma o kona make a; i nā mea i loko o nā ilina e manawale’a ana aku i ke ola! | |
| Греческий                                                              | Χριστὸς ἀνέστη ἐκ νεκρῶν, θανάτῳ θάνατον πατήσας καὶ τοῖς ἐν τοῖς μνήμασι ζωὴν χαρισάμενος. | Христо́с анэ́сти эк нэкро́н, фана́то фа́натон пати́сас кэ ти́с эн ти́с мни́маси зои́н хариса́мэнос |
| Грузинский                                                             | ქრისტე აღსდგა მკვდრეთით, სიკვდილითა სიკვდილისა დამთრგუნველი და საფლავების შინათა ცხოვრების მიმნიჭებელი! | Кри́стэ а́гсдга мквдрэ́тит, сиквди́лита сиквди́лиса дамтргу́нвэли да сапла́вебис шината́ цховреби́с мимниче́бэли! |
| Иврит                                                                  | הַמָשִׁיחַ קָם מִהַמֵתִים בְּמוֹתוֹ אֶת הַמָּוֶת רָמַס וְלַאֲשֶׁר בַּקְּבַרִים אֶת הַחַיִּים חוֹנֵן‎ | һа-Ма̄шиах қа̄м ми-һа-ме̄ҭим бә-моҭо̄ ет һа-ма̄ўеҭ ра̄мас вә-ла-ʾӑшер ба-ққәварим ет һа-хайим хо̄не̄н |
| Индонезийский                                                          | Kristus t’lah bangkit dari mati Dengan matinya t’lah menginjak-injak maut Dan pada mereka yang di kuburan hidup dianugerahkan! | |
| Испанский                                                              | Cristo ha resucitado de los muertos, pisoteando la muerte por la muerte, y a los que están en los sepulcros dando la Vida! или, Cristo ha resucitado de los muertos, por la muerte, la muerte hollando; y a los que están en las tumbas la Vida dando! | |
| Итальянский                                                            | Cristo è risorto dai morti, Con la morte ha vinto la morte, E a quelli nelle tombe Ha donato la Vita! | |
| Капампанганский                                                        | Y Cristo sinubli yang mebie qng Camatayan. Qng panga’mate na menagumpe ya qng Camatayan, at bi’nie na ing bie careng Maca’cutcut! | |
| Китайский                                                              | E基督已經從死裡復活， 他的死勝過死亡， 把生命賜給已埋葬在墓中的人。 | jidu yijing cong sili fuhuo, ta de si shengguo siwang, ba shengming cigei yi maizang zai muzhong de ren! |
| Корейский                                                              | 그리스도 부활하셨네 죽은 이들 가운데서 죽음으로 죽음을 멸하시고 무덤에 있는 이들에게 생명 베푸셨네! | Geuriseudo buhwalhasyeonne jugeun ideul gaundeseo Jugeumeuro jugeumeul myeolhasigo Mudeome inneun ideurege Saengmyeong bepusyeonne!                                                                         |
| Латинский                                                              | Christus resurrexit e mortuis, Morte mortem calcavit, Et entibus in sepulchris Vitam donavit! | Хри́стус рэсуррэ́ксит э мо́ртуис, мо́ртэ мо́ртэм калька́вит, эт э́нтибус ин сэпу́льхрис Ви́там дона́вит! |
| Латышский                                                              | Kristus no miroņiem augšāmcēlies, Nāvi ar nāvi iznīcinājis Un tiem, kas kapos, Dzīvību dāvinājis! | |
| Литовский                                                              | Kristus prisikėlė iš numirusių, Savo mirtimi mirtį nugalėjo, Mirusiems gyvybę dovanojo! | |
| Македонский                                                            | Христос воскресе од мртвите, со смртта смртта ја победи, и на тие што беа во гробовите живот им дарува! | |
| Немецкий                                                               | Christus ist auferstanden von den Toten hat den Tod durch den Tod zertreten und denen in den Gräbern das Leben geschenkt! | Хри́стус ист ауфершта́ндэн фон дэн то́тэн хат дэн тод дурх дэн тод цертрэ́тэн унд дэ́нэн ин дэн грэ́берн дас Ле́бэн гэше́нкт!                                                                                       |
| Нидерландский                                                          | Christus is opgestaan uit de doden, door Zijn dood vertreedt Hij de dood en schenkt het Leven aan hen in het graf! | |
| Палауский                                                              | Kristus a mla mekiis ra kodall, Sirreihi a kodall loba kodall, el kirel ar ngara debull el nguu a klengar! | |
| Пингелапский                                                           | Krais isada sang mehla, kaluwehdiehr mehla pwehki ah pwoula, oh ketkiheng irail nan sousou mour! | |
| Польский                                                               | Chrystus powstał z martwych, śmiercią podeptał śmierć i będącym w grobach Życie dał! | Khristoos povstaoo z martvykh, Smercioo podeptaoo smierts, E bendontsim v grobah Zhitse daoo! |
| Португальский                                                          | Cristo ressuscitou dos mortos, pisando a morte com a morte, e dando a Vida aos sepultados! | |
| Румынский                                                              | Hristos a înviat din morţi, Cu moartea pre moarte călcând, Şi celor din morminte, Viaţă dăruindu-le! | |
| Русский                                                                | Христос воскрес из мёртвых, смертью смерть победив и пребывающим во гробах жизнь даровав! или, Христос воскрес из мертвых, смертью смерть поправ и пребывающим во гробах жизнь даровав!                                                                | |
| Сербский                                                               | Христос васкрсе из мртвих, смрћу смрт уништи, и онима који су у гробовима, Живот дарова! | Hristos vaskrse iz mrtvih, Smrću smrt uništi, I onima koji su u grobovima, Život darova! |
| Словацкий                                                              | Kristus slávne vstal z mŕtvych, smrťou smrť premohol a tým, čo sú v hroboch Život daroval! | |
| Словенский                                                             | Kristus je vstal od mrtvih, z vstajenjem je premagal smrt in tistim, ki so v grobovih, je daroval Življenje! или, Kristus je vstal od mrtvih, z vstajenjem je premagal smrt, in dal Življenje mrtvim v grobeh!                                         | |
| Турецкий                                                               | Mesih ölülerden dirildi, ölüm ile ölümü tepeleyerek ve mezarda olanlara Hayat bağışladı! | Месих олюлерден дирильди, олюм иле олюмю тепелейерек ве мезарда оланлара хаят баышлады! |
| Украинский                                                             | Христос воскрес із мертвих, смертю смерть подолав, і тим, що в гробах, Життя дарував! | Khrystos voskres iz mertvykh, Smertiu smert podolav, I tym shcho v hrobakh Zhyttia daruvav! |
| Филиппинский                                                           | Si Kristo ay nabuhay mula sa mga patay, Sa pamamagitan ng kanyang kamatayan, nilupig niya ang kamatayan, At ang mga nasa himlayan Ay binigyan niya ng buhay!                                                                                           | |
| Французский                                                            | Le Christ est ressuscité des morts ; par la mort, il a vaincu la mort ; à ceux qui sont dans les tombeaux il a donné la Vie ! | Лё Кристэ рэсюситэ дэ морт, пар ля мор, иля ванкю ля мор; а сё ки сон дан ле томбо иля донэ ля ви! |
| Русинский                                                              | Христос воскресе из мертвых, смертію, смерть поправ, и сущих во гробіх, Живот даровав! | |
| Финский                                                                | Kristus nousi kuolleista, kuolemallaan kuoleman voitti ja haudoissa oleville elämän antoi! | Кристус ноуси куоллэйста, куолэмалла куолэман войтти я хаудойсса олэвиллэ элямян антой! |
| Церковнославянский                                                     | Хрⷭ҇то́съ воскр҃се и҆з̾ ме́ртвыхъ, сме́ртїю сме́рть попра́въ, и҆ сꙋ̑щимъ во гробѣ́хъ живо́тъ дарова́въ! | Московский извод: Христо́с воскре́се из мертвых, смертию смерть поправ, и сущим во гробе́х живот даровав! Киевский извод: Христо́с воскре́се із мертвих, смертію смерть поправ, і сущим во гробі́х живот даровав! |
| Церковнославянский Старообрядческий (употребляется также единоверцами) | Хрїстосъ воскресе изъ мертвыхъ, Смертїю на смерть настѹпи, И грѡбным Животъ дарова! | Khristos voskrese iz mertvykh Smertiyu na smert' nastupi, I grobnim Zhivot' darova! |
| Чешский                                                                | Vstal z mrtvých Kristus, smrtí smrt překonal a jsoucím ve hrobech, Život daroval! | |
| Японский                                                               | ハリストス死より復活し、 死を以て死を滅ぼし、 墓に在る者に 生命を賜へり。 | Harisutosu shi yori fukkatsu shi, shi o motte shi o horoboshi, haka ni aru mono ni inochi o tamaeri! |